# Andrena casadae
Andrena casadae är en biart som beskrevs av Cockerell 1896. Andrena casadae ingår i släktet sandbin, och familjen grävbin. Inga underarter finns listade i Catalogue of Life.